# Subida a Urraki
La Subida a Urraki est une course cycliste espagnole disputée au mois de mai autour d'Azpeitia (Guipuscoa), dans la communauté autonome du Pays basque. Elle fait habituellement partie du calendrier du Torneo Euskaldun.
Épreuve prestigieuse du calendrier basque, elle compte à son palmarès quelques cyclistes espagnols réputés comme Federico Echave, Pello Ruiz Cabestany, José Luis Rubiera, Francisco Mancebo ou encore Joaquim Rodríguez,.

## Palmarès depuis 1987
| Année     | Vainqueur                | Deuxième             | Troisième                |
| --------- | ------------------------ | -------------------- | ------------------------ |
| 1987      | Carlos Muñiz (es)        |                      |                          |
| 1988-1995 | ?                        | ?                    | ?                        |
| 1996      | Juan José de los Ángeles |                      |                          |
| 1997      | ?                        | ?                    | ?                        |
| 1998      | Iban Sastre              | Mikel Artetxe        | Javier Nieto             |
| 1999      | Alexander Gallastegui    | Iban Sastre          | Unai Yus                 |
| 2000      | Joaquim Rodríguez        | Óscar García Lago    | Iñaki Macías             |
| 2001      | Jesús Hernández          | Alberto Contador     | Lander Euba              |
| 2002      | Jokin Ormaetxea          | Juan José Climent    | Antton Luengo            |
| 2003      | Jokin Ormaetxea          | Mikel Elgezabal (es) | Gorka Verdugo            |
| 2004      | Rubén Pérez              | Jorge Azanza         | Ibon Isasi               |
| 2005      | Aitor Marchena           | Ismael Esteban       | Alberto Losada           |
| 2006      | Francisco Gutiérrez      | Egoitz Murgoitio     | Ismael Esteban           |
| 2007,     | Eder Salas               | Ismael Esteban       | Aitor Olano              |
| 2008      | Cristian Castro          | Paul Kneppers        | Andrey Amador            |
| 2009      | Fabricio Ferrari         | David Gutiérrez      | Mikel Landa              |
| 2010,     | Daniel Díaz              | Paul Kneppers        | Michael Torckler         |
| 2011      | Ugaitz Artola            | Paul Kneppers        | Gastón Agüero            |
| 2012      | Arkaitz Durán            | Ariel Sivori         | Higinio Fernández        |
| 2013      | Pedro Gregori            | Antonio Molina       | Higinio Fernández        |
| 2014      | Mikel Bizkarra           | Antton Ibarguren     | Martín Lestido           |
| 2015      | Antonio Pedrero          | Jorge Arcas          | Rafael Márquez           |
| 2016      | Richard Carapaz          | Josu Zabala          | Jhonatan Cañaveral       |
| 2017      | Manuel Sola              | Beñat Etxabe         | Martí Márquez            |
| 2018      | Iván Moreno              | Tiago Antunes        | Carlos Cobos             |
| 2019      | Marc Buades              | Mikel Mujika         | Oier Lazkano             |
| 2020      | pas de course            | pas de course        | pas de course            |
| 2021      | Sinuhé Fernández         | Pablo García         | Charles-Étienne Chrétien |
| 2022      | Alejandro Franco         | Xabier Berasategi    | Julen Arriolabengoa      |